# Pararge schrenckii
Pararge schrenckii är en fjärilsart som beskrevs av Ménétriés 1859. Pararge schrenckii ingår i släktet Pararge och familjen praktfjärilar. Inga underarter finns listade i Catalogue of Life.